# Marián Adam
Marián Adam (* 20. září 1981 v Ilavě) je bývalý profesionální slovenský fotbalový záložník či útočník.

## Klubová kariéra
Svoji fotbalovou kariéru začal v 1. FC Tatran Prešov. Dále působil v: SK Metalist Charkov, FC Steel Trans Ličartovce, MFK Dubnica, FC DAC 1904 Dunajská Streda, MFK Stará Ľubovňa, FK Fotbal Třinec, MFK Zemplín Michalovce, SV Haitzendorf a MŠK Rimavská Sobota, FK Pohronie, SC Marchtrenk, ŠKF Sereď a ASKÖ Raiffeisen Gosau.